# Einmal nach Mexico
Einmal nach Mexico (manchmal als Einmal nach Mexiko veröffentlicht) ist ein von Peter Held getexteter deutschsprachiger Schlager, der vom österreichischen Sänger Freddy Quinn komponiert und 1978 veröffentlicht wurde.

## Entstehung
Freddy Quinn ist der Komponist des Liedes und der Text stammt von Peter Held. Bei der Gesellschaft für musikalische Aufführungs- und mechanische Vervielfältigungsrechte ist als Originalverlag die Esperanza Mv Frank Oldenburg e.K. eingetragen. Das Lied trägt die GEMA-Werk.-Nummer 954468-001. Unter der GEMA-Werk.-Nummer 954468-002 ist Joe Kirsten als Bearbeiter eingetragen.

## Schallplattenhülle
Auf der Schallplattenhülle ist der Kopf von Freddy Quinn mit einem Lächeln zu sehen. Quinn trägt ein weißes Hemd mit einem dunklen Sakko. In gelben Großbuchstaben ist „Freddy Quinn“ auf der oberen Seite der Hülle geschrieben, darunter links in helloranger Schrift „Komm, ich zeige dir die Welt“ und darunter in dunkeloranger Schrift „Einmal nach Mexico“.

## Liedtext
Das Lyrische Ich singt, dass „der Abend die Sierra in Dunkelheit einkühlt“, die „Chorros am Feuer sitzen und zur Fiesta bereit machen“: „Einmal nach Mexico, da kann man viel erleben. Zu den Bergen der Sierra zog es schon manchen hin. Denn Mexico kann uns an Schönheit so vieles geben. Ich komme wieder, weil ich so gerne hier bin“.

## Veröffentlichung
1978 veröffentlichte Freddy Quinn das Lied als B-Seite der Single Komm, ich zeige dir die Welt. Diese Single erschien im Musiklabel Polydor unter der Katalognummer 2041 977. Die Veröffentlichung geschah durch Esperanza, das phonographische Copyright lag bei der Polydor International GmbH. Die Veröffentlichung geschah unter der Rechtegesellschaft Gesellschaft für musikalische Aufführungs- und mechanische Vervielfältigungsrechte.
Im selben Jahr war das Lied auf dem Kompilationsalbum An meine Freunde. Joe Kirsten war der Arrangeur und die Musik wurde von dessen Orchester gespielt. Es erschien unter der Polydor-Katalognummer 2371 859 auf Schallplatte in Deutschland unter der Rechtegesellschaft Gesellschaft für musikalische Aufführungs- und mechanische Vervielfältigungsrechte. Unter der Polydor-Katalognummer 34 584 erschien es auf Schallplatte in Österreich. Das phonographische Copyright lag bei der Polydor International GmbH, der Druck geschah durch HofmannDruck und die Aufnahme fand bei den Polydor Studios statt. Als Rechtegesellschaft fungierte Austro Mechana. In Österreich wurde es unter der Katalognummer 33 079 zudem auf Kompaktkassette veröffentlicht. Unter dem Titel Land der Lieder – An meine Freunde erschien das Album unter der Polydor-Katalognummer 2371859 in Brasilien. In Deutschland wurde das Album unter dem Musiklabel Bear Family Records unter der Katalognummer BCD 15825-AH 1994 auf Compact Disc herausgegeben.
Ebenfalls 1978 war das Lied auf dem Kompilationsalbum Komm mit auf große Fahrt. Es erschien im Musiklabel Polydor unter der Katalognummer 2475 649. Als Plattenfirma fungierte die Deutsche Grammophon GmbH, das phonographische Copyright lag bei der Polydor International GmbH. Die Veröffentlichung wurde durch Tempoton, Friesenverlagsanstalt, Soltau, Edition Standard, Esperanza, die Sikorski Musikverlage, Schaeffers, Europaton, Kreisler & Co., Esplanade, Troja, Otto Kuhl, als Originalmanuskript, Schneider Musikverlag, Wiener Bohème, Chappell, Candonza und Connelly vorgenommen. Der Druck geschah durch die Gerhard Kaiser GmbH und der Acetatlackschnitt und die Pressung durch PRS Hannover. Das Album wurde auch als Sonderausgabe für den Bertelsmann-Club veröffentlicht. Unter der Polydor-Katalognummer 3236 649 erschien das Album in Deutschland auf Kompaktkassette, auch in Österreich erschien es auf Schallplatte und Kompaktkassette.
Im selben Jahr war das Lied auf dem Kompilationsalbum Freddy. Es erschien im Musiklabel Polydor unter den Katalognummern 2670 252, 2437 607 und 2437 608 in Belgien im Rahmen der Albenserie Quality Sound Series als Doppelalbum auf Schallplatte. Das phonographische Copyright lag bei Polydor International, die Pressung und der Acetatlackschnitt geschah durch Phonodisc B.V. Die Schallplattenhülle war als Gatefold-Cover hergestellt, der Druck wurde im Königreich der Niederlande durchgeführt.
1979 war das Lied auf dem Kompilationsalbum Mein Star, das als Dreifachalbum auf Schallplatte im Musiklabel Polydor unter der Katalognummer 38 086 5 erschien. Der Druck geschah durch die Mohndruck Reinhard Mohn GmbH. 1980 erschien das Achtfachalbum Stars für Millionen als Boxset, das Lieder von Peter Alexander und Freddy Quinn beinhaltete. Das Album erschien im Verlag Das Beste (siehe: Reader’s Digest) unter der Katalognummer SFM 7630/7631 und beinhaltete das Lied Einmal nach Mexiko. 1979 war das Lied auch auf dem Kompilationsalbum Original-Aufnahme, das im Musiklabel Karussell unter der Katalognummer 3196 227 im Rahmen der Albenserie Serie mit dem Siegel auf Kompaktkassette erschien.
2000 erschien das Lied auf dem Achtfachalbum Fernweh und Sehnsucht, das im Musiklabel Bear Family Records unter der Katalognummer BCD 15586 HI auf Compact Disc erschien. Im Jahr darauf erschien das Lied auf dem Kompilationsalbum Wie wir ihn Lieben – Folge 1, das unter der Katalognummer 109 316-2 als Vierfachalbum auf Compact Disc im Musiklabel Shop24Direct erschien.